# Adixi Lenzivio
Adixi Lenzivio (sinh ngày 29 tháng 9 năm 1992) là một cầu thủ bóng đá người Indonesia hiện tại thi đấu cho Persija Jakarta ở vị trí thủ môn.

## Sự nghiệp
Adixi có tự tin khi thi đấu cho Persija trong cuộc đối đấu với Persisam Samarinda trên sân vận động Bung Karno, Senayan, Jakarta, 6 tháng 1 năm 2013. Anh thi đấu rất kiên cường trước các cầu thủ của Persisam, mặc dù Ferdinand Sinaga thành công với quả đá phạt.